# Баттс, Альфред Мошер
Альфред Мошер Баттс (англ. Alfred Mosher Butts 13 апреля 1899 — 4 апреля 1993) — американский архитектор, известный как изобретатель настольной игры Скрэббл.

## Биография
Альфред Мошер Баттс родился в Покипси 13 апреля 1899 года у Эллисон Баттс и Арри Элизабет Мошер. Его отец был юристом, а мать — учителем средней школы. Альфред учился в средней школе Покипси и окончил её в 1917 году. После он окончил Университет Пенсильвании со степенью по архитектуре в 1924 году.
Он также был художником-любителем, и шесть его картин приобрёл Метрополитен-музей.

## Скрэббл
В начале 1930-х годов, после работы в качестве архитектора, Баттс решил разработать настольную игру. Он изучил существующие игры и обнаружил, что они подразделяются на три категории: числовые игры, такие как игры в кости и бинго; ходовые игры, такие как шахматы и шашки; и словесные игры, такие как анаграммы. Альфред жил в Джэксон-Хайтс, и именно там была изобретена игра Скрэббл. Чтобы увековечить важность Баттса для изобретения игры, на 35-й авеню и 81-й улице в Джексон-Хайтс есть дорожный знак, стилизованный под буквы, с их значениями в Scrabble в качестве нижнего индекса.
Баттс решил создать игру, в которой сочеталась бы случайность и умения игрока, включая элементы анаграммы и кроссворда, популярного времяпрепровождения 1920-х годов. Игроки вытягивают из мешочка семь косточек с буквами, а затем пытаются составить слова. Ключом к игре стал анализ английского языка Баттсом, он изучил титульный лист The New York Times, чтобы подсчитать, как часто использовалась каждая буква алфавита. Затем Альфред использовал частотность букв, чтобы определить сколько каждую букву он будет включать в игру. Баттс использовал только четыре косточки "S", чтобы игроки не составляли слова во множественном числе, делая игру слишком легкой.
Первоначально Баттс назвал игру Лексико (Lexiko), но позже изменил название на Крисс Кросс Вордс (Criss Cross Words) и начал искать издателя. Разработчики игр, с которыми он первоначально связался, отклонили идею, но Альфред был упорным. В итоге он продал права предпринимателю и любителю игр Джеймсу Бруно, который внёс несколько незначительных изменений в дизайн и переименовал игру в Скрэббл (Scrabble).
В 1948 году игра стала торговой маркой, и Джеймс Бруно вместе с женой превратили заброшенную школу в Ньютауне в фабрику по производству настольных игр. В 1949 году они произвели 2400 комплектов, но ушли в минус на 450 долларов. Однако, игра неуклонно набирала популярность, чему способствовали заказы универмага Macy’s. К 1952 году Бруно уже не мог удовлетворять спрос и попросил лицензированного производителя игр Selchow and Righter быть дистрибьютором игры. По всему миру было продано сто пятьдесят миллионов копий, и только в Северной Америке каждый год продаётся от одного до двух миллионов копий.